# بخش کایلالی
بخش کایلالی (به لاتین: Kailali District) یک بخش در نپال است که در سودورپاشچیم پرادش واقع شده‌است. بخش کایلالی ۳٬۲۳۵ کیلومتر مربع مساحت و ۷۷۵٬۷۰۹ نفر جمعیت دارد.